# Rance Howard
Harold Rance Beckenholdt (n. 17 noiembrie 1928, Duncan⁠(d), Oklahoma, SUA – d. 25 noiembrie 2017, Los Angeles, California, SUA) a fost un actor, scenaríst, producător și regizor de film american.

## Filmografie
- Surse:[5][6][7][8]

### Filme
| An   | Film                                           | Rol                      | Note                          |
| ---- | ---------------------------------------------- | ------------------------ | ----------------------------- |
| 1956 | Frontier Woman                                 | Prewitt                  |                               |
| 1962 | The Music Man                                  | Oscar Jackson            | nemenționat                   |
| 1963 | The Courtship of Eddie's Father                | Camp Counselor           | nemenționat                   |
| 1965 | Village of the Giants                          | Deputy                   |                               |
| 1965 | The Desert Raven                               | Reggie                   |                               |
| 1966 | An Eye for an Eye                              | Harry                    |                               |
| 1967 | Gentle Giant                                   | Tater Coughlin           |                               |
| 1967 | Luke mână rece (Cool Hand Luke)                | Șerif                    | nemenționat                   |
| 1969 | Old Paint                                      | Cowboy                   | Scurtmetraj                   |
| 1970 | The Wild Country                               | Cleve                    | nemenționat                   |
| 1972 | Bloody Trail                                   | Jake                     |                               |
| 1973 | Salty                                          | Unknown character        |                               |
| 1974 | Unde înfloresc crinii (Where the Lilies Bloom) | Roy Luther               |                               |
| 1974 | Chinatown                                      | Irate Farmer             |                               |
| 1976 | Eat My Dust!                                   | Clark                    |                               |
| 1977 | The Legend of Frank Woods                      | Howard Blacker           |                               |
| 1977 | Grand Theft Auto                               | Ned Slinker              | Film regizat de fiul său, Ron |
| 1977 | Another Man, Another Chance                    | Wagonmaster              |                               |
| 1978 | The Amazing Mr. No Legs                        | Lou's Sidekick           |                               |
| 1978 | Cotton Candy                                   | Mr. Bremmercamp          | Film regizat de fiul său, Ron |
| 1981 | Smokey Bites the Dust                          | Coach                    |                               |
| 1983 | Love Letters                                   | Joseph Chesley           |                               |
| 1983 | Forever and Beyond                             | Technician               |                               |
| 1984 | The Lonely Guy                                 | Minister                 |                               |
| 1984 | Splash                                         | McCollough               | Film regizat de fiul său, Ron |
| 1985 | Cocoon                                         | St. Petersburg Detective | Film regizat de fiul său, Ron |
| 1985 | Creator                                        | Mr. Spencer              |                               |
| 1985 | The Long Hot Summer                            | Wilk                     | Film TV                       |
| 1986 | Gung Ho                                        | Mayor Conrad Zwart       | Film regizat de fiul său, Ron |
| 1986 | Return To Mayberry                             | Preacher                 | Film TV                       |
| 1987 | Innerspace                                     | Supermarket Customer     |                               |
| 1988 | Dark Before Dawn                               | Logan                    |                               |
| 1988 | Merchants of Death                             | Robert Morrison          |                               |
| 1989 | Trust Me                                       | Vern                     |                               |
| 1989 | The 'Burbs                                     | Detective #2             |                               |
| 1989 | Listen to Me                                   | Tucker's Father          |                               |
| 1989 | Parenthood                                     | Dean at College          | Film regizat de fiul său, Ron |
| 1989 | Limit Up                                       | Chuck Feeney             |                               |
| 1991 | 9 1/2 Ninjas!                                  | Ninja Negotiator         |                               |
| 1992 | I Don't Buy Kisses Anymore                     | Elderly Man              |                               |
| 1992 | Far and Away                                   | Tomlin                   | Film regizat de fiul său, Ron |
| 1992 | Universal Soldier                              | John Devreux             |                               |
| 1992 | Wishman                                        | Det. Sturgis             |                               |
| 1992 | Ticks                                          | Sheriff Parker           |                               |
| 1993 | Fearless                                       | Bald Cabby               |                               |
| 1993 | Ed and His Dead Mother                         | Rev. Praxton             |                               |
| 1993 | Snapdragon                                     | Priest                   |                               |
| 1994 | Forced to Kill                                 | Rance                    |                               |
| 1994 | The Paper                                      | Alicia's Doctor          | Film regizat de fiul său, Ron |
| 1994 | The Cowboy Way                                 | Old Gentleman            |                               |
| 1994 | Terminal Velocity                              | Chuck (pilot)            |                               |
| 1994 | Ed Wood                                        | Old Man McCoy            |                               |
| 1994 | Little Giants                                  | Priest                   |                               |
| 1994 | Bigfoot: The Unforgettable Encounter           | Todd Brandell            |                               |
| 1995 | Children of the Corn III: Urban Harvest        | Eddie Calhoun            |                               |
| 1995 | Savate                                         | Farmer                   |                               |
| 1995 | Apollo 13                                      | Reverend                 | Film regizat de fiul său, Ron |
| 1996 | Sgt. Bilko                                     | Mr. Robbins              |                               |
| 1996 | Tiger Heart                                    | Mr. Johnson              |                               |
| 1996 | Where Truth Lies                               | Judge Bloom              |                               |
| 1996 | Independence Day                               | Chaplain                 |                               |
| 1996 | Mars Attacks!                                  | Texan Investor           |                               |
| 1996 | Ghosts of Mississippi                          | Ralph Hargrove           |                               |
| 1997 | Busted                                         | Mayor Davies             |                               |
| 1997 | Traveller                                      | Farmer                   |                               |
| 1997 | Money Talks                                    | Reverend                 |                               |
| 1997 | The Lay of the Land                            | Dr. Brown                |                               |
| 1997 | Sparkle and Charm                              | Mr. Houghton             |                               |
| 1998 | The Sender                                     | Max                      |                               |
| 1998 | Chairman of the Board                          | Rev. Hatley              |                               |
| 1998 | Land of the Free                               | Hotel Manager            |                               |
| 1998 | Small Soldiers                                 | Husband                  |                               |
| 1998 | The Night Caller                               | Hank                     |                               |
| 1998 | Evasive Action                                 | Train Engineer           | nemenționat                   |
| 1998 | Psycho                                         | Mr. Lowery               |                               |
| 1999 | Happy, Texas                                   | Ely                      |                               |
| 1999 | Malevolence                                    | Dr. Burns                |                               |
| 1999 | Abilene                                        | Arliss                   |                               |
| 2000 | Love & Sex                                     | Earl                     |                               |
| 2000 | Ping!                                          | Old Man                  |                               |
| 2000 | Big Wind on Campus                             | Grandpa Morton           |                               |
| 2000 | How the Grinch Stole Christmas                 | Elderly Timekeeper       | Film regizat de fiul său, Ron |
| 2001 | Joe Dirt                                       | Bomb Squad Cop           |                               |
| 2001 | A Crack in the Floor                           | Floyd Fryed              |                               |
| 2001 | Rat Race                                       | Feed the Earth Spokesman |                               |
| 2001 | A Beautiful Mind                               | White-Haired Patient     | Film regizat de fiul său, Ron |
| 2002 | D-Tox                                          | Geezer                   |                               |
| 2002 | Legend of the Phantom Rider                    | Doc Fisher               |                               |
| 2002 | Jumping for Joy                                |                          |                               |
| 2002 | Leaving the Land                               | Uncle Solomon            |                               |
| 2003 | The Long Ride Home                             | Old man                  |                               |
| 2003 | Ghost Rock                                     | Cash                     |                               |
| 2003 | The Missing                                    | Telegraph Operator       | Film regizat de fiul său, Ron |
| 2004 | Death and Texas                                | Circuit Court Judge      |                               |
| 2004 | Toolbox Murders                                | Chas Rooker              |                               |
| 2004 | The Alamo                                      | Governor Smith           |                               |
| 2004 | Eulogy                                         | Lance Sommers            |                               |
| 2004 | Back by Midnight                               | Priest                   |                               |
| 2005 | Cinderella Man                                 | Announcer Al Fazin       | Film regizat de fiul său, Ron |
| 2005 | Killing Cupid                                  | Zeke                     |                               |
| 2005 | Miracle at Sage Creek                          | Doctor Babcock           |                               |
| 2006 | Aimee Semple McPherson                         | James Kennedy            |                               |
| 2006 | Sasquatch Mountain                             | Harris Zeff              |                               |
| 2007 | Georgia Rule                                   | Dog Bite Man             |                               |
| 2007 | Be My Baby                                     | Zippy the Messenger      |                               |
| 2007 | Ghost Town                                     | Sheriff Tom Parker       |                               |
| 2007 | Walk Hard: The Dewey Cox Story                 | Preacher                 |                               |
| 2008 | Grizzly Park                                   | Ranger Howard            |                               |
| 2008 | Drillbit Taylor                                | Older Man                |                               |
| 2008 | Keith                                          | Old Man                  | nemenționat                   |
| 2008 | Audie & the Wolf                               | Dr. Maleosis             |                               |
| 2008 | Frost/Nixon                                    | Ollie                    | Film regizat de fiul său, Ron |
| 2009 | Play the Game                                  | Mervin Lavine            |                               |
| 2009 | Angels & Demons                                | Cardinal Beck            | Film regizat de fiul său, Ron |
| 2009 | Within                                         | Deli Owner               |                               |
| 2009 | Boppin' at the Glue Factory                    | Walker Bill              |                               |
| 2010 | Valentine's Day                                | Bistro Gardens Diner     |                               |
| 2010 | Bloodworth                                     | Ira                      |                               |
| 2010 | Yohan: The Child Wanderer                      | Old Knut                 |                               |
| 2010 | Once Fallen                                    | Harry                    |                               |
| 2010 | Jonah Hex                                      | Telegrapher              |                               |
| 2010 | The Genesis Code                               | Dr. Tolley               |                               |
| 2010 | The Trial                                      | Judge Danielson          |                               |
| 2011 | The Dilemma                                    | Burt                     | Film regizat de fiul său, Ron |
| 2011 | Night Club                                     | Chuck                    |                               |
| 2011 | InSight                                        | Cemetery Presider        |                               |
| 2011 | Spooky Buddies                                 | Mr. Joseph Johnson       |                               |
| 2011 | Rosewood Lane                                  | Fred Crumb               |                               |
| 2011 | Redemption: For Robbing the Dead               | Doctor                   |                               |
| 2011 | Let Go                                         | Dimples                  |                               |
| 2012 | Easy Rider: The Ride Back                      | Andrew Jackson Bennett   |                               |
| 2013 | Nebraska                                       | Uncle Ray                |                               |
| 2013 | Max Rose                                       | Walter Prewitt           |                               |
| 2013 | The Lone Ranger                                | Engineer                 |                               |
| 2013 | Richard Rossi 5th Anniversary of Sister Aimee  | James Kennedy            |                               |
| 2013 | Gone Dark                                      | Charles                  |                               |
| 2015 | Junction                                       | The Clerk                |                               |
| 2016 | 40 Nights                                      | Devil as an Old Man      |                               |
| 2016 | Kalebegiak                                     | José Mari                |                               |
| 2017 | Chasing the Star                               | Devil as an Old Man      |                               |
| 2017 | Broken Memories                                | Jasper                   |                               |

### Televiziune
| An        | Titlu                       | Rol                                   | Note        |
| --------- | --------------------------- | ------------------------------------- | ----------- |
| 1956–1957 | Kraft Television Theatre    | Various                               | 3 episoade  |
| 1958      | How to Marry a Millionaire  | Corporal                              | 1 episod    |
| 1959      | Bat Masterson               | Fletcher                              | 1 episod    |
| 1962–1964 | The Andy Griffith Show      | Various                               | 4 episoade  |
| 1966      | That Girl                   | Customer #2                           | 1 episod    |
| 1966      | The Virginian               | Luka                                  | 1 episod    |
| 1967      | The Monroes                 | Al                                    | 1 episod    |
| 1967–1969 | Gentle Ben                  | Henry Boomhauer                       | 13 episoade |
| 1970      | Then Came Bronson           | Mr. Carl Mueller                      | 1 episod    |
| 1971      | Night Gallery               | Cameraman                             | 1 episod    |
| 1971–1972 | Bonanza                     | Sam / Bogardus                        | 2 episoade  |
| 1968      | The F.B.I.                  | Ranger                                | 1 episod    |
| 1969      | Kung Fu                     | Sheriff Byrd                          | 1 episod    |
| 1973–1975 | The Waltons                 | Dr. McIvers                           | 5 episoade  |
| 1974      | Gunsmoke                    | Frank Benton                          | 1 episod    |
| 1976–1979 | Happy Days                  | Announcer / Ben Wilson / Mr. Burkhart | 3 episoade  |
| 1977      | Little House on the Prairie | Simpson                               | 1 episod    |
| 1978      | Battlestar Galactica        | Farnes                                | 1 episod    |
| 1979      | Laverne & Shirley           | Doctor                                | 1 episod    |
| 1981      | Mork & Mindy                | Guard                                 | 1 episod    |
| 1983      | The Thorn Birds             | Doctor                                | Miniserial  |
| 1984      | Dynasty                     | Gifford                               | 1 episod    |
| 1984      | Murder, She Wrote           | Fillmore                              | 1 episod    |
| 1986      | A Smoky Mountain Christmas  | Doctor                                |             |
| 1989–1992 | Baywatch                    | Fireman / Joe                         | 2 episoade  |
| 1989      | B.L. Stryker                | Richard Walton                        | 1 episod    |
| 1991      | Quantum Leap                | Ring Doctor                           | 1 episod    |
| 1993      | Coach                       | Herman Van Dam                        | 1 episod    |
| 1993–1996 | Seinfeld                    | Blind Man / Farmer                    | 2 episoade  |
| 1994      | Diagnosis Murder            | Driver                                | 1 episod    |
| 1995      | Problem Child 3             | The Janitor                           | film TV     |
| 1996–1997 | Babylon 5                   | David Sheridan                        | 3 episoade  |
| 1996–1997 | Married... with Children    | Edwin / Reverend                      | 2 episoade  |
| 1996      | Melrose Place               | Motel Manager                         | 1 episod    |
| 1998      | Clueless                    | Mr. Bell                              | 2 episoade  |
| 1998      | Two of a Kind               | Mr. Fillmore                          | 2 episoade  |
| 1999      | Just Shoot Me!              | Blind Flower Guy                      | 1 episod    |
| 2000      | 7th Heaven                  | Old Man in Park                       | 1 episod    |
| 2001      | Angel                       | Marcus Roscoe / Angel                 | 1 episod    |
| 2004      | Cold Case                   | Buddie                                | 1 episod    |
| 2004      | That's So Raven             | Murphy                                | 1 episod    |
| 2005      | Ghost Whisperer             | Dirk Abrams                           | 1 episod    |
| 2006      | CSI: NY                     | Samuel Cooper                         | 1 episod    |
| 2009      | ER                          | Dr. Oliver Kostin                     | 1 episod    |
| 2009      | Lie to Me                   | Joe Metz                              | 1 episod    |
| 2011      | Workaholics                 | Jerry                                 | 1 episod    |
| 2012      | Grey's Anatomy              | Martin Carroll                        | 1 episod    |
| 2013      | NCIS: Los Angeles           | Eugene                                | 1 episod    |
| 2014      | Bones                       | Jerold Norsky                         | 2 episoade  |
| 2014      | Kroll Show                  | Dr. Stanley Armond                    | 1 episod    |
| 2014      | Review                      | Willie                                | 1 episod    |
| 2016      | The X-Files                 | Old Man                               | 1 episod    |